# Dan Henderson
Daniel Jeffery Henderson (ur. 24 sierpnia 1970 w Apple Valley) – amerykański zapaśnik i zawodnik mieszanych sztuk walki (MMA). Były mistrz organizacji Strikeforce w wadze półciężkiej (93 kg) oraz PRIDE FC w wadze półśredniej (83 kg) i średniej (93 kg).

## Kariera sportowa

### Zapasy
Zapasy zaczął trenować w wieku 5 lat. Specjalizował się w stylu klasycznym. Był wielokrotnym mistrzem USA na szczeblu juniorskim i uniwersyteckim, a potem trzykrotnym mistrzem USA seniorów (1993, 1994, 1997). Reprezentował USA na Igrzyskach Olimpijskich w 1992 (miejsce 10. w kat. 82 kg) i 1996 roku (miejsce 12. w kat. 82 kg). Trzecie miejsce na igrzyskach panamerykańskich w 1995. Zwycięzca mistrzostw panamerykańskich z 2000; drugie w 1984 i 1994; trzecie w 1998 roku.
Drugie miejsce w Pucharze Świata w 1994 i 1996 roku.

### Mieszane sztuki walki
Do startów w MMA namówił go Randy Couture, kolega z reprezentacji zapaśniczej. Zadebiutował w 1997 roku w Brazylii, wygrywając turniej Brazil Open 97. Rok później przeszedł do Ultimate Fighting Championship i podczas UFC 17 wygrał turniej w wadze średniej. Skuszony ofertą finansową, przeniósł się do japońskiej organizacji RINGS. W 2000 roku wygrał turniej RINGS Kings of Kings, pokonując tak renomowanych zawodników jak Gilbert Yvel, Antonio Rodrigo „Minotauro” Nogueira i Renato Sobral. Po tym sukcesie przeniósł się do organizacji Pride FC, z którą związał się na następnych 7 lat. 

#### PRIDE FC
W debiucie na gali PRIDE 12 poniósł swoją pierwszą porażkę w karierze, ulegając Wanderleiowi Silvie. W 2002 roku doszło do rewanżowej walki Hendersona z Nogueirą, który był wtedy mistrzem wagi ciężkiej PRIDE FC. Brazylijczyk w trzeciej rundzie walki zdołał założyć Amerykaninowi dźwignię na ramię i zmusił go do poddania się. 
W 2005 roku wziął udział w turnieju Grand Prix, ale już w pierwszej rundzie przegrał przez poddanie z Antônio Rogério Nogueirą, bratem Minotauro. Następnie przeniósł się do wagi średniej i wygrał pierwszy turniej Pride Bushido Grand Prix. W 2006 roku, po zwycięstwie nad Kazuo Misaki, zdobył pas mistrzowski w wadze półśredniej. Przegrał jednak rewanż z tym zawodnikiem w pierwszej rundzie turnieju Grand Prix w 2006 roku. W październiku 2006 roku, na pierwszej gali Pride w USA (PRIDE 32), pokonał Vitora Belforta. Następnie podczas PRIDE 33 w Las Vegas stanął do walki z mistrzem wagi średniej PRIDE FC, Wanderleiem Silvą. Była to pierwsza walka pomiędzy posiadaczami pasów mistrzowskich różnych kategorii wagowych. Henderson znokautował Silvę w trzeciej rundzie lewym sierpowym, stając się tym samym mistrzem wagi półśredniej i średniej Pride.

#### UFC
Po przejęciu PRIDE przez UFC, starł się z Quintonem Jacksonem, mistrzem wagi półciężkiej UFC, w walce o zunifikowany pas mistrzowski. Przegrał przez decyzję.
Po tej porażce Henderson zdecydował przenieść się do wagi średniej i walczyć z mistrzem tej kategorii wagowej, Andersonem Silvą. Jednak i tym razem poniósł porażkę, przegrywając w drugiej rundzie przez poddanie. Mimo że wygrał trzy następne walki, niezadowolony z zaproponowanych mu warunków finansowych, zdecydował się nie przedłużać kontraktu i odszedł z UFC.

#### Strikeforce
W 2010 roku związał się z organizacją Strikeforce. 17 kwietnia 2010 roku zmierzył się z Jakiem Shieldsem o mistrzostwo Strikeforce w wadze średniej (84 kg). Przegrał przez jednogłośną decyzję sędziów. Niecały rok później, 5 marca 2011 roku walczył o tytuł tej organizacji w wadze półciężkiej (93 kg) z dotychczasowym mistrzem Rafaelem Cavalcante. Henderson, starszy od rywala o blisko 11 lat, pokonał Brazylijczyka przez techniczny nokaut w 3. rundzie.
30 lipca 2011 roku stoczył walkę w wadze ciężkiej z byłym mistrzem PRIDE, Fiodorem Jemieljanienką. Mimo że był lżejszy od rywala o blisko 7 kg, pokonał go przez techniczny nokaut w 1. rundzie ciosami pięściami w parterze.

#### Powrót do UFC
Po dwóch latach powrócił do UFC. 19 listopada 2011 roku na gali UFC 139 w San Jose pokonał przez decyzję sędziowską Brazylijczyka Maurício Ruę. Za ten pojedynek obaj dostali bonusy w wysokości 65 tys. dolarów za najlepszą walkę wieczoru.
Dan Henderson miał się zmierzyć o pas wagi półciężkiej z Jonem Jonesem podczas gali UFC 151, która miała odbyć się 1 września 2012 roku, ale ostatecznie nie mógł wystąpić z uwagi na kontuzję kolana, którą odniósł 7 dni przed galą. W latach 2013–2015 walczył ze ścisłą czołówką wagi półciężkiej oraz średniej w UFC, lecz większość pojedynków przegrywał m.in. z Lyoto Machidą, Rashadem Evansem, Vitorem Belfortem czy Danielem Cormierem. Po znokautowaniu Tima Boetscha, w czerwcu 2015, kolejny raz zmierzył się z Belfortem, przegrywając z nim ponownie przez nokaut po wysokim kopnięciu.
4 czerwca 2016, na UFC 199, w wieku 45 lat, znokautował wysokim kopnięciem i ciosami łokciami byłego mistrza Bellatora, Hectora Lombarda, zapowiadając po walce, że może to być, jego ostatnia walka w karierze. 8 października 2016 na UFC 204, stoczył walkę o mistrzostwo wagi średniej z Michaelem Bispingiem, ostatecznie przegrywając z nim w rewanżu jednogłośnie na punkty. Podczas walki dwukrotnie Henderson posyłał Bispinga na deski. Po starciu ogłosił, że definitywnie kończy swoją bogatą karierę zawodniczą.

## Ważniejsze osiągnięcia
Zapasy:
- Igrzyska Panamerykańskie:
  - 1995: 3. miejsce w kat. -82 kg (Mar del Plata)
- Mistrzostwa panamerykańskie w zapasach:
  - 1994: 2. miejsce w kat. -82 kg (Meksyk)
  - 1998: 3. miejsce w kat. -85 kg (Winnipeg)
  - 2000: 1. miejsce w kat. -85 kg (Cali)
- Puchar Świata w zapasach:
  - 1994: 2. miejsce w kat. -82 kg (Kecskemét)
  - 1996: 2. miejsce w kat. -82 kg (Colorado Springs)

Mieszane sztuki walki:
- 1997: Brazil Open - 1. miejsce w turnieju wagi otwartej
- 1998: UFC 17 - 1. miejsce w turnieju wagi średniej
- 2000: RINGS: King of Kings - 1. miejsce w turnieju wagi otwartej
- 2005: PRIDE Welterweight Grand Prix - 1. miejsce w turnieju wagi półśredniej
- 2005-2008: Mistrz PRIDE w wadze półśredniej
- 2007: Mistrz PRIDE w wadze średniej
- 2009: World MMA Awards - Nokaut Roku przeciwko Michaelowi Bispingowi
- 2011: Mistrz Strikeforce w wadze półciężkiej
- 2011: Wrestling Observer Newsletter - Walka Roku przeciwko Maurício Ruy